# Real Animal
 Real Animal je studiové album amerického hudebníka Alejandra Escoveda. Vydáno bylo 10. června roku 2008 společnostmi Back Porch Records a Manhattan Records a jeho producentem byl Tony Visconti. Autorem fotografie na obalu alba je Mick Rock.

## Seznam skladeb
Autory všech skladeb jsou Alejandro Escovedo a Chuck Phophet.
| Pořadí | Název                                  | Délka |
| ------ | -------------------------------------- | ----- |
| 1.     | Always a Friend                        | 3:35  |
| 2.     | Chelsea Hotel '78                      | 3:30  |
| 3.     | Sister Lost Soul                       | 4:16  |
| 4.     | Smoke                                  | 4:23  |
| 5.     | Sensitive Boys                         | 4:29  |
| 6.     | People (We're Only Gonna Live So Long) | 3:21  |
| 7.     | Golden Bear                            | 3:58  |
| 8.     | Nuns Song                              | 4:50  |
| 9.     | Real as an Animal                      | 3:05  |
| 10.    | Hollywood Hills                        | 3:42  |
| 11.    | Swallows of San Juan                   | 4:06  |
| 12.    | Chip N' Tony                           | 3:10  |
| 13.    | Slow Down                              | 4:09  |

## Obsazení
- Alejandro Escovedo – zpěv, kytara, harmonika
- Chuck Prophet – kytara, doprovodné vokály
- Susan Voelz – housle, syntezátor, doprovodné vokály, aranžmá smyčců
- Tony Visconti – varhany, doprovodné vokály, aranžmá smyčců
- Hector Muñoz – bicí, perkuse, doprovodné vokály
- Josh Gravelin – baskytara, klávesy, doprovodné vokály
- Brian Standefer – violoncello, doprovodné vokály, aranžmá smyčců
- David Pulkingham – kytara, klávesy, doprovodné vokály
- Brad Grable – barytonsaxofon, tenorsaxofon